# Métro léger de San José
Le métro léger de San Jose est le réseau de tramways de la ville de San José (Californie), aux États-Unis. Ouvert le 11 décembre 1987, il comporte trois lignes.

## Réseau actuel

### Aperçu général
- Ligne Bleu (Santa Teresa - Baypointe)
- Ligne Orange (Mountain View - Alum Rock)
- Ligne Verte (Winchester - Old Ironsides)

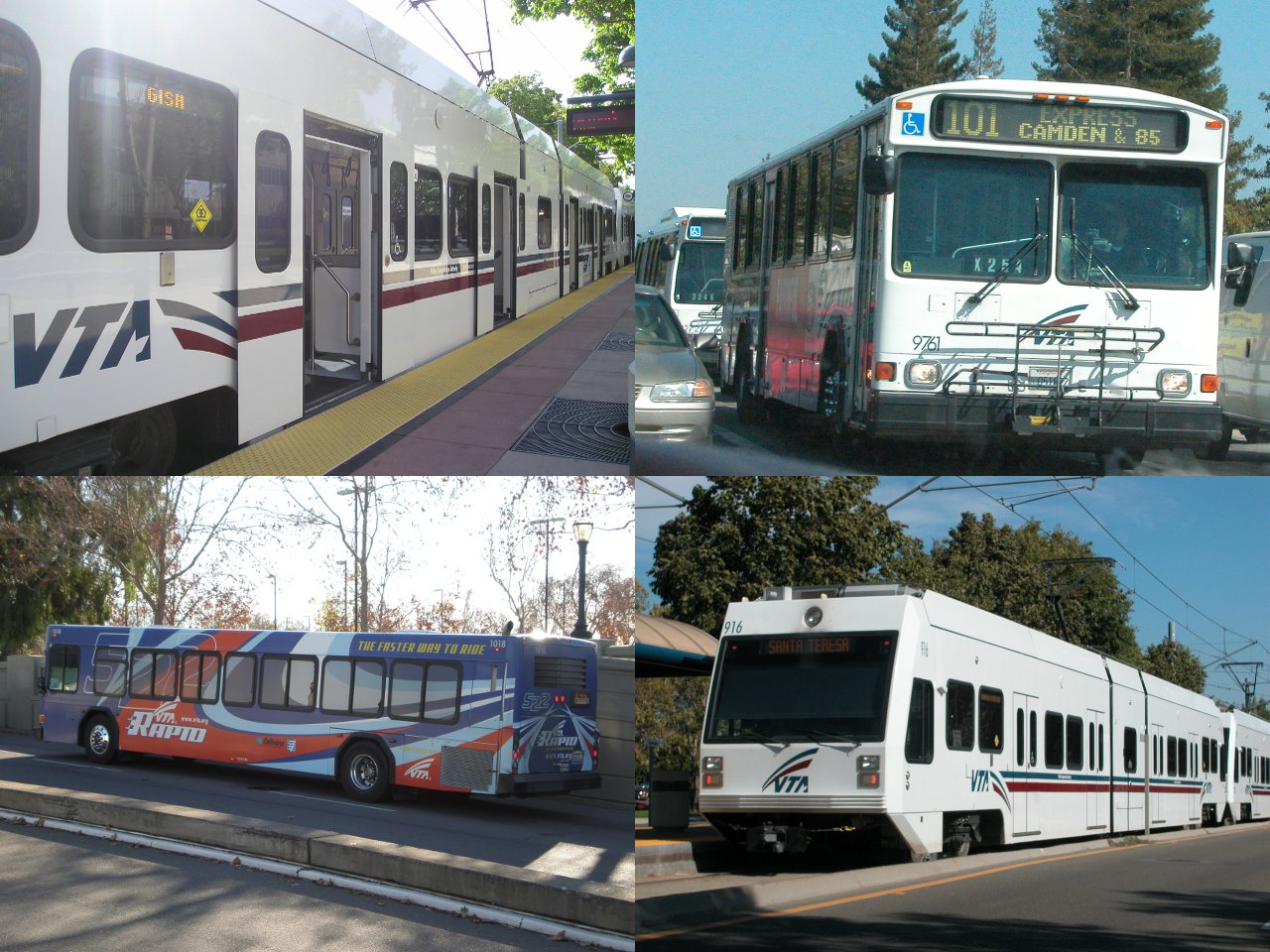
Les différents véhicules de la VTA

### Tarifs
|                       | Aller simple | Journée | Pass 8 heures | Ticket de bus |
| --------------------- | ------------ | ------- | ------------- | ------------- |
| Adulte                | 2$           | 6$      | 4$            | 1.25$         |
| Adult express         | 4$           | 12$     | -             | -             |
| Jeunes 5-17 ans       | 1.75$        | 5$      | 3.50$         | 0.75$         |
| Seniors et handicapés | 1$           | 2.50$   | 2$            | 0.50$         |